# Placemaking
Le placemaking (litt. « fabrique de lieu » en anglais) est une démarche d'aménagement des espaces urbains qui promeut la réappropriation de l'espace public par le citoyen.

## Définition
Le terme de « placemaking », d'origine anglosaxone, peut se traduire par « fabrique des espaces publics » comme démarche d'« appropriation citoyenne des espaces publics par la communauté depuis leur conception jusqu’à leur gestion ». Il s'écrit en un seul mot, avec un tiret « place-making » ou, parfois, en deux mots « place making ». C'est au milieu des années 1970, que l'urbaniste Fred Kent (en), fondateur en 1975, à New York, de l'association à but non lucratif Project for Public Spaces, forge ce néologisme afin de conceptualiser une « approche holistique du design urbain »,.
Selon la direction générale des entreprises, une direction du ministère français de l'Économie et des Finances : « le place-making, ou management de l'espace, désigne une conception renouvelée de l'aménagement de l'espace public, comme une place ou une rue. Cette démarche, portée par les élus en associant les représentants des acteurs économiques, les riverains, etc., vise la réappropriation de l'espace par les habitants. Elle permet également de le faire découvrir à de nouveaux passants, et de générer du flux pour les commerces aux alentours. » Selon les acteurs du projet européen Lively Cities, co-financé par le programme Interreg : « Le place making est une conception des espaces publics... À la place d’un aménagement urbain conçu pour être beau avant tout et imposé aux citoyens[, il s'agit de] repenser les espaces publics en partant du vécu des usagers, des usages en cours, des attentes pour proposer des solutions d’aménagement,. » Selon le Project for Public Spaces, le placemaking est une démarche collaborative enracinée dans un milieu, qui se donne pour but de resserrer les liens entre les gens. Il ne s'agit pas de l'aménagement d'un espace de socialisation, mais d'un processus créatif et collectif d'aménagement d'un espace commun,. « Le moteur d'un processus de placemaking c'est le désir de matérialiser les identités sociales, culturelles et physiques d'un milieu par les gens qui l'habitent. »
Le terme est aussi utilisé dans le marketing d'entreprise. Les équipes de l'entreprise Walt Disney Imagineering, par exemple, s'en servent pour décrire la rénovation thématique entière d'une zone d'un parc à thème, qui s'accompagne en général d'un ajout de nouvelles attractions (ex. : Toon Studio, au parc Walt Disney Studios, un parc à thème de Disneyland Paris).

## Histoire
Vers le milieu des années 1950, la philosophe de l'architecture et de l'urbanisme Jane Jacobs, les architectes britanniques Gordon Cullen (en) et Ian Narin, et le sociologue et urbaniste William H. Whyte publient dans le magazine américain Fortune des articles critiques sur l'architecture moderne. En 1957, Whyte rassemble les écrits de ces auteurs dans un livre The exploding metropolis, une sorte de manifeste prônant l'implication des citoyens dans l'aménagement de l'espace urbain. L'ouvrage Déclin et survie des grandes villes américaines de Jacobs, paru en 1961, plaide en faveur d'une planification urbaine et d'un renouvellement urbain orientés vers la construction de quartiers à taille humaine, conçus davantage pour les personnes que pour la circulation des voitures. Whyte et Jacobs préconisent de bâtir des espaces publics propices au déploiement d'une vie sociale. À partir des bases qu'ils ont posées, des chercheurs, comme l'urbaniste Fred Kent, disciple de Whyte, les architectes Christopher Alexander et Jan Gehl, auteur de l'ouvrage Cities for People en 2010, le philosophe français Henri Lefebvre, les sociologues Ray Oldenburg et Richard Sennett ont, par la suite, développé des théories relatives au placemaking.
Le placemaking des deux premières décennies du XXIe siècle se concentre sur la façon dont les gens vivent l'espace public, et leur développement d'un « sens du lieu ». Il intègre des préoccupations écologiques, met l'accent sur le développement communautaire (en) et la revitalisation économique des territoires.

## Exemples d'applications

### Europe

#### France
À Tarbes, durant l'été 2016, l'office municipal du commerce, de l’artisanat et des services lance une opération expérimentale de place making dans la rue Brauhauban, artère commerciale du centre-ville. Près des jeux dèjà accessibles aux enfants et adolescents, un espace détente, comprenant des tables, des chaises, des transats, des parasols et des coussins, est créé. « Afin de connaître les préoccupations et les attentes des usagers, la Ville a privilégié une phase d’écoute active et de consultation. Un point d’accueil a été mis en place dans la rue piétonne afin de recueillir leurs suggestions. »

#### Belgique
Chaque année depuis 2012, Liège Centre pratique le placemaking sur plusieurs places de la ville de Liège. Du mois d'avril au mois de septembre, les places de St Denis, St Paul, St Etienne et Xavier Neujean sont transformées afin d'accueillir les liégeois et leurs visiteurs. Des tables, chaises et transats colorés aux jeux pour enfants, tout est mis en place pour (re)dynamiser le centre-ville. L’élément incontournable de la 7e édition, qui commencera le 17 avril 2019, est l'apparition d'animations. Celles-ci seront proposées, les mercredis et samedis au public selon divers thèmes tels que la prévention et la sécurité, la culture urbaine, vivre sainement et autres.

#### Pays-Bas
En 2011, un groupe de cabinets d’architectes et les habitants du quartier de Hofplein, situé à Rotterdam, se mobilisent pour obtenir la création d'un pont reliant leur lieu de vie, traversé par une voie rapide et une ligne de chemin de fer, au centre-ville. Répondant au refus d'investir des autorités municipales, le projet est réalisé à l'aide d'un financement participatif,. Le Luchtsingel, « pont aérien » en néerlandais, a pour but de redynamiser le quartier en attirant de nouveaux acteurs économiques. Inauguré en juin 2015, le pont circulaire piétonnier en bois, d'une longueur totale de 390 m, connecte trois districts du Nord de la ville portuaire néerlandaise,.

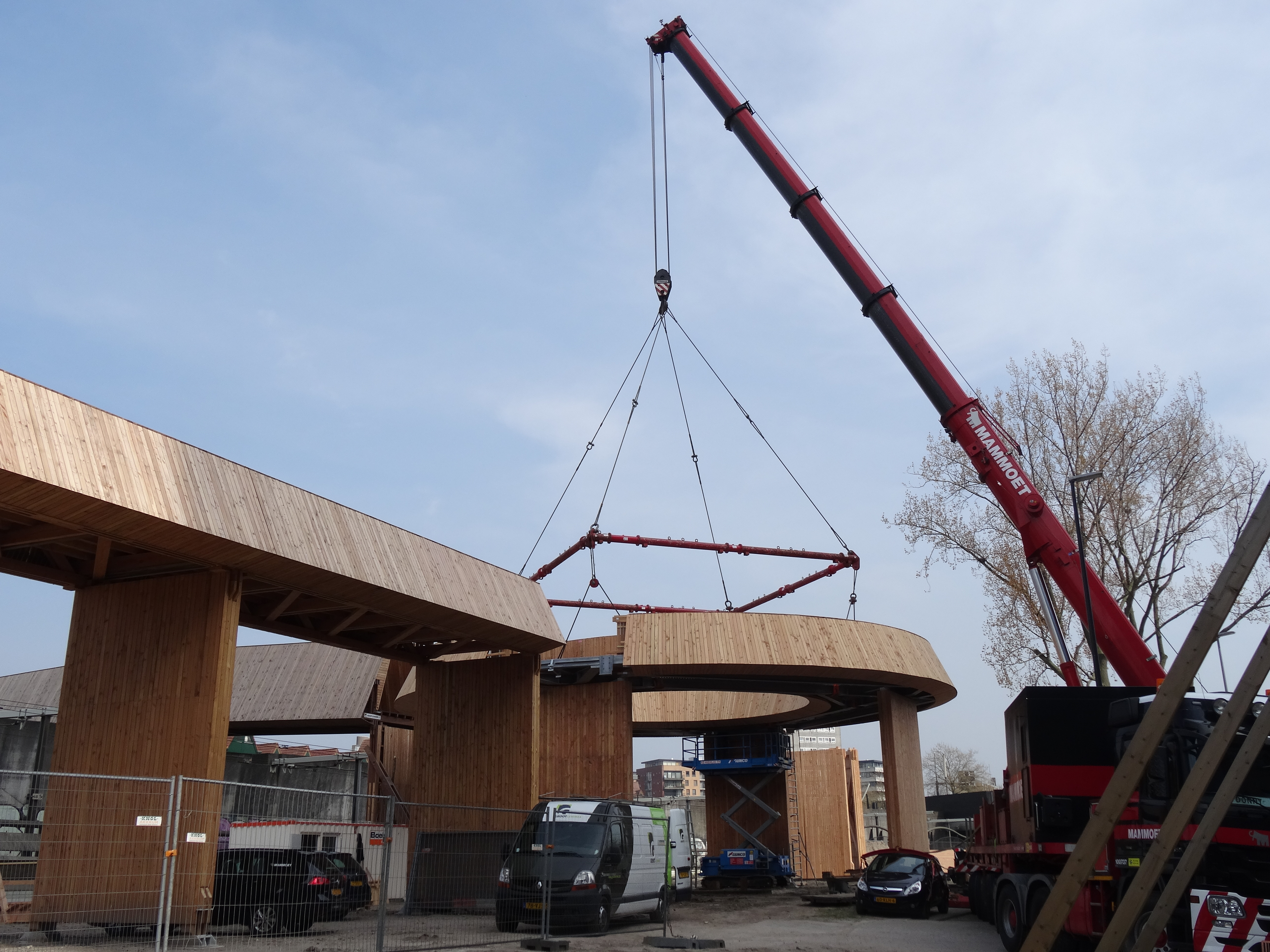
Le pont Luchtsingel en cours de construction (2014).
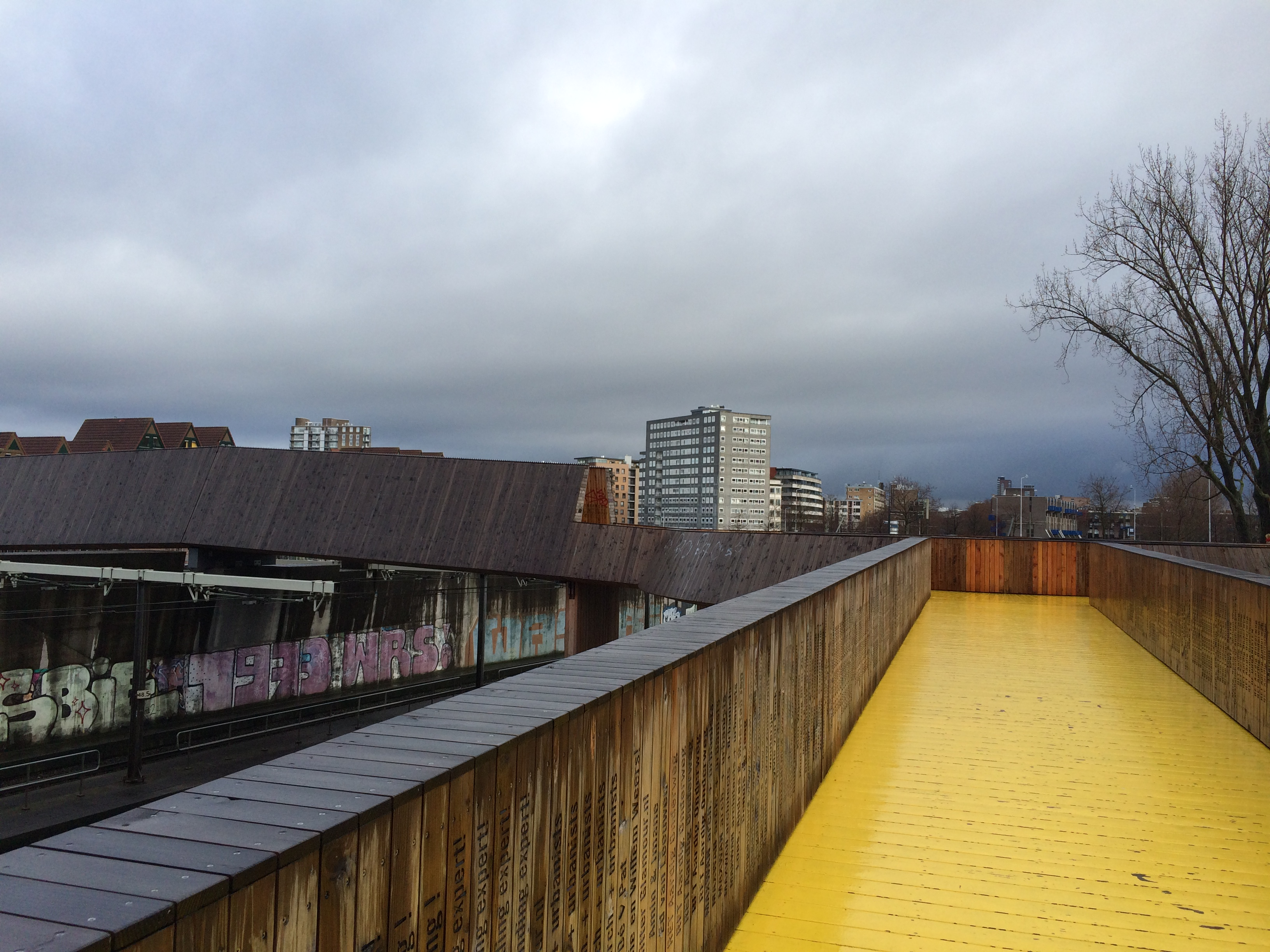
Vue partielle du pont Luchtsingel (2015).
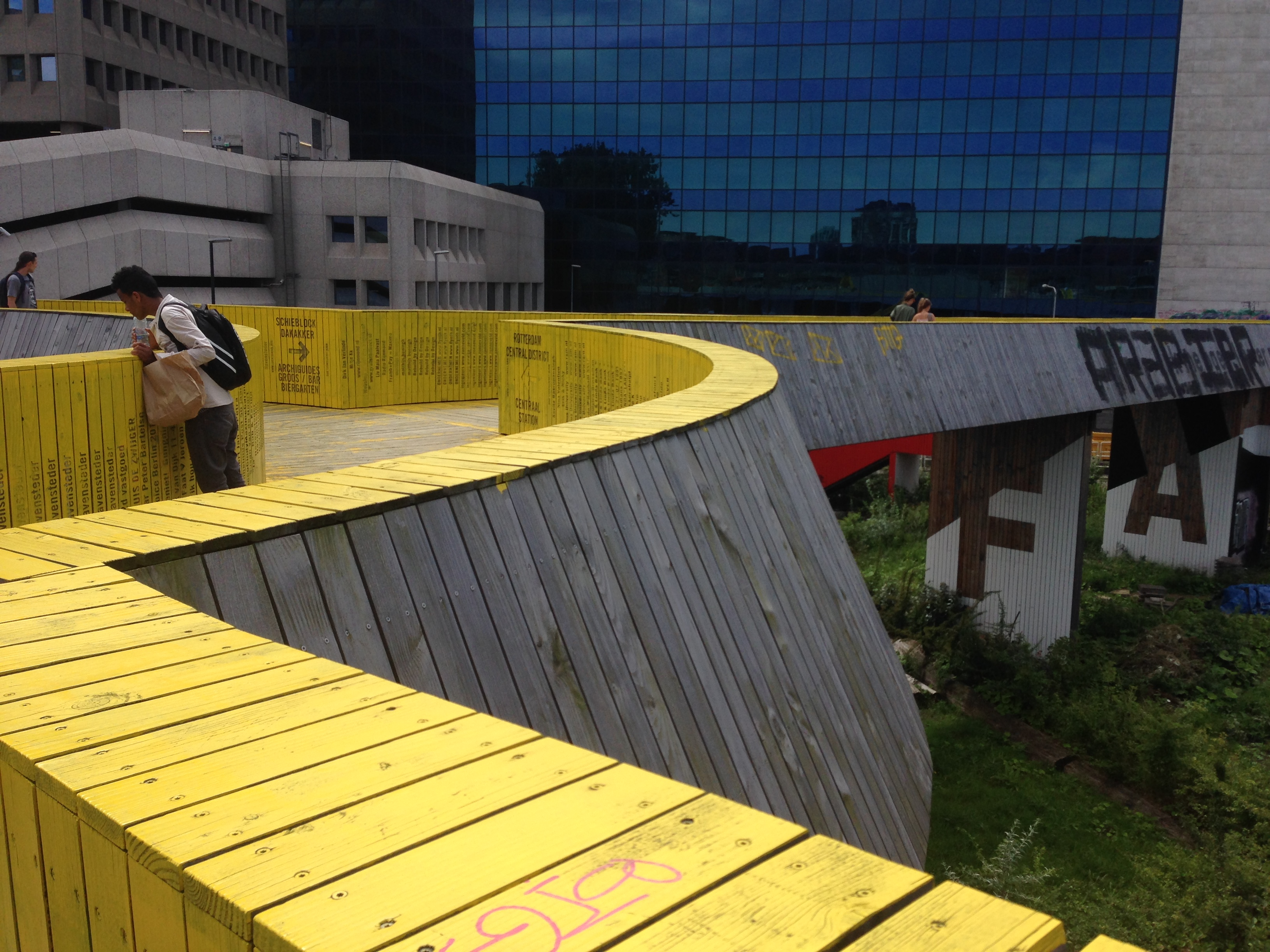
Vue partielle du pont Luchtsingel (2017).

### Amérique du Nord

#### Canada
En 2015, dans le quartier Ahuntsic de l'arrondissement Ahuntsic-Cartierville, à Montréal, au Canada, les autorités locales décident de mettre en place quelques éléments d'animation estivale le long de la Promenade Fleury : trois pianos publics et des boîtes à livres. Un an plus tard, le bureau du design de Montréal et la société de développement commercial Promenade Fleury organisent conjointement un concours d'aménagement extérieur visant à « conférer une signature visuelle distinctive à la Promenade Fleury »,. Parmi 29 projets, celui d'un collectif, comprenant une résidente du quartier et une personne y travaillant, est retenu par le jury de ce concours de design urbain, composé d'habitants du quartier et de commerçants de la Promenade Fleury. À partir de l'automne 2017, le projet Courtepointe, qui a pour ambition de « valoriser le domaine public de la Promenade Fleury par le design », est mis en œuvre par l'installation de panneaux interactifs présentant chacun un fragment de l'histoire de la rue Fleury et de ses environs, et formant des fonds de scène devant lesquels des passants peuvent se prendre en photo pour marquer leur passage sur l’artère commerciale,.

### Asie

#### Inde
Chaque année à Bombay en Inde, l'intensification de la circulation automobile laisse de moins en moins de place aux piétons. Entre 2008 et 2014, le nombre de véhicules a augmenté de 55 % dans la deuxième ville la plus peuplée d'Inde après Delhi. Afin de reprendre la rue aux voitures, Equal Streets, un mouvement de citoyens, a mis sur pied un projet d'espaces piétonniers. Le 9 novembre 2014, avec le soutien de la municipalité indienne, de la police locale, et du quotidien national The Times of India, 6,5 km de rue sont interdits à la circurlation le long de Linking road (en), Juhu road et Swami Vivekanand road (en), dans le Sud-Ouest de la capitale commerciale de l'Inde. Depuis, chaque dimanche, de 7 h à 11 h, des dizaines de milliers d'habitants de Bombay pratiquent le yoga, le vélo, la planche à roulettes, diverses sortes de danses et de musiques, jouent à la marelle, au football, aux échecs ou au carrom, en pleine rue, à l'abri du trafic automobile,,. Des initiatives similaires ont été prises dans les villes de Delhi, Ahmedabad, Gurgaon, Bhopal et Pune,.